# Парк Мерлайона
Парк Мерлайона (кит. 鱼尾狮公园) — известная достопримечательность Сингапура и главная туристическая достопримечательность, расположенная в One Fullerton недалеко от Центрального делового района (CBD). Мерлайон — мифическое существо с головой льва и телом рыбы, которое широко используется в качестве талисмана и национального символа Сингапура. В парке расположены две его статуи. Высота первой конструкции — 8,6 метра, из её пасти вырывается струя воды. Впоследствии к первой статуе присоединился детеныш Мерлайона высотой в 2 метра.

## История
Первый парк Мерлайона был спроектирован в 1964 году Советом по туризму Сингапура (STB). Он был задуман как символ Сингапура и расположен рядом с устьем реки Сингапур. 15 сентября 1972 года парк был официально открыт церемонией установки статуи, которую провел премьер-министр Сингапура Ли Куан Ю. Возведение статуи началось в ноябре 1971 года и было завершено в августе 1972 года, скульптор — Лим Нанг Сенг и его восемь детей. Высота скульптуры — 8,6 метра, а вес — 70 тонн. В конструировании фонтана в статуе участвовал Стенли Мок.

### Перенос Мерлайона
После завершения строительства моста Эспланада в 1997 году парк Мерлайон оказался более не в устье реки, и статуя больше не была хорошо видна с набережной Марина-Бей. 23 апреля 2002 года статуя была перенесена на новый пирс, специально построенный на другой стороне моста Эспланада рядом с отелем Fullerton . Перенос обошёлся в 7,5 миллионов долларов и был завершен 25 апреля 2002 года. 15 сентября 2002 года министр Ли Куан Ю торжественно приветствовал Мерлайона снова на новом месте, в нынешнем парке Мерлайона, который в четыре раза больше первоначального.

#### Повреждение статуи Мерлайона
28 февраля 2009 года между 4 и 5 часами вечера в статую Мерлайона ударила молния. Сотрудники, находившиеся поблизости, сообщили, что услышали взрыв, за которым последовал грохот, когда обломки упали на землю. Ремонтные работы были завершены в марте того же года, а 18 марта 2009 года восстановилась работа фонтана.